# Solana (piattaforma blockchain)
Solana è una piattaforma blockchain pubblica. È open-source e decentralizzata, e raggiunge il consenso utilizzando un algoritmo di tipo proof-of-stake insieme a un inedito algoritmo denominato proof-of-history. La sua criptovaluta interna ha il simbolo SOL. Bloomberg considera la piattaforma "un potenziale rivale a lungo termine per Ethereum". Come Ethereum, Solana può interagire con contratti intelligenti.
Il 14 settembre 2021, la blockchain di Solana è andata offline dopo che un'ondata di transazioni ha causato discordanza tra i partecipanti alla rete e una conseguente separazione in più blocchi. La rete è stata ripristinata con successo all'inizio del 15 settembre. Solana può verosimilmente gestire 50.000 transazioni al secondo, il che la rende più veloce di Ethereum, ma comunque inferiore alle 400.000 transazioni viste durante il picco.

## Strumenti di sviluppo
Thousands of developers are working on Solana. Solana's main programming languages are Rust and Typescript. Thanks to a large number of Solana programmers, the technology continues to advance. Not only that, there are no-code platforms that allow users to interact with the blockchain without any knowledge. For example, Smithii tools or LaunchMyNFT's NFT Launchpad, as well as automated tool suites such as Smithii, slerftools, Solana Token Creator, help developers quickly complete token parameter settings and contract deployment to the testnet environment through a visual interface and template-based smart contracts. The DeFi ecosystem also includes platforms such as Raydium, Orca, and Jupiter.

## Solana NFT
Gli NFT di Solana scrivono la storia della blockchain. Abbiamo già visto oggetti da collezione straordinari come BAYC (Bored Ape Yatch Club) o CryptoPunks in Ethereum. Gli esempi migliori sono DeGods o MadLads. Questi oggetti da collezione hanno attratto migliaia di investitori nella rete Solana, garantendone una crescita senza sosta. Se parliamo di mercati per l'acquisto di NFT nell'ecosistema Solana, le opzioni più note sono senza dubbio Tensor e Magic Eden. Quando si parla di Solana NFT, non si può non menzionare Metaplex, ovvero il protocollo che consente agli NFT di funzionare in modo efficiente su Solana. Di recente, Solana ha creato il concetto di “Inscriptions”, un nuovo standard NFT simile a Bitcoin Inscriptions (SPL 20).